# Алешандре Пато
Алешандре Родригес да Силва (порт.-браз. Alexandre Rodrigues da Silva; род. 2 сентября 1989, Пату-Бранку, Парана), более известный как Алеша́ндре Па́то — бразильский футболист, нападающий. Выступал за сборную Бразилии. Воспитанник школы бразильского «Интернасьонала».

## Клубная карьера
Пато впервые познакомился с мячом ещё в возрасте трёх лет, а в четыре года уже начал заниматься мини-футболом. Родился Алешандре в Пату-Бранку — маленьком бразильском городке в штате Парана, в котором не было серьёзных футбольных команд. Поэтому его выбор пал на футзал. Пато — это его прозвище. Название его родного городка с португальского переводится как «белая утка». С детства футболиста начали называть «утёнком» («Пато»). Он являлся одним из самых талантливых молодых бразильских футболистов за последние годы.

### «Интернасьонал»
В 2006 году Алешандре стал чемпионом Бразилии в возрастной категории до 20 лет. После того как «Интернасьонал» выиграл летом 2006 года Кубок Либертадорес и из клуба ушли многие лидеры (нападающий Рафаэл Собис, полузащитник Жорже Вагнер и другие), клуб стал испытывать проблемы с нападением. Это заставило обратить внимание главного тренера «Колорадос» Абела Брагу на собственную школу. Оттуда привлекли в основной состав на тот момент лучшего клуба Южной Америки двоих нападающих молодёжной сборной Бразилии — Алешандре Пато и Луиса Адриано. Эти двое игроков по-настоящему раскрылись во второй половине сезона. Дебют Пату в чемпионате Бразилии состоялся 26 ноября в матче против «Палмейраса». «Интернасьонал» разгромил соперника со счётом 4:1, а Пату сделал три результативные передачи и забил сам один гол.
Звёздный час двоих молодых нападающих настал во время Клубного чемпионата мира, который их клуб выиграл в декабре 2006 года. Пато забил решающий гол в полуфинале турнира в ворота египетского «Аль-Ахли». Он также сыграл в финале против «Барселоны», где был заменён незадолго до того, как его партнёр Адриано Габиру забил единственный и победный гол. В начале 2006 года Пато (снова вместе с Луисом Адриано) выиграл молодёжный чемпионат Южной Америки в составе сборной Бразилии. Пато стал лучшим бомбардиром своей команды на турнире, а сборная заработала путёвку на чемпионат мира среди молодёжных команд 2007 в Канаде и Олимпийские игры 2008 года.
За футболистом устроили настоящую охоту европейские клубы. На него претендовали «Милан», «Бенфика», «Ювентус», «Интернационале», «Ливерпуль» «Челси» и «Арсенал».

### «Милан»
«Милан» объявил о покупке Алешандре Пато 2 августа 2007 года. За него была выплачена минимальная сумма, оговорённая в контракте футболиста с клубом из Порту-Алегри — 22 млн евро. Если бы не невозможность выступать до 3 января 2008 года из-за своего возраста (период трансферов заканчивается 31 августа, а заявлять несовершеннолетнего футболиста не из стран Евросоюза в Италии запрещено), вполне возможно, что «Милану» пришлось бы выплатить полную цену за этого игрока, то есть 35 млн евро. Первую часть нового сезона в «Милане» Пато вынужден был провести вне игры. Однако молодой бразилец принимал участие в товарищеских матчах клуба (например, матч против «Динамо» в Киеве, где стал автором забитого мяча).
13 января 2008 года в составе «Милана» провёл свой первый матч и забил один гол. В сезоне 2008/09 в чемпионате Италии Пато провёл 36 встреч, в которых забил 15 мячей. В следующем сезоне Пато постоянно мучили травмы, из-за чего ему удалось сыграть лишь в 23 матчах в Серии А и забить 12 голов. На счету Пато в том сезоне и победный дубль в ворота мадридского «Реала» («Милан» выиграл со счётом 3:2). 20 февраля 2011 года в матче с «Кьево», выйдя на замену, Пато забил красивый победный гол, разобравшись с двумя защитниками. 2 апреля 2011 года в миланском дерби Пато открыл счёт на 43 секунде. В той встрече он оформил дубль, тем самым помог своей команде выиграть со счётом 3:0. 7 мая 2011 года стал досрочным обладателем «скудетто» в составе «Милана». 26 марта 2008 года дебютировал в первой сборной страны, забив единственный гол в матче со сборной Швеции.

### Возвращение в Бразилию
3 января 2013 года было объявлено о том, что Пато вернулся на родину, достигнув соглашения с «Коринтиансом». Игрок поставил подпись под четырёхлетним контрактом и взял футболку с любимой «семёркой» на спине. В новом клубе Пато дебютировал 3 февраля в матче чемпионата штата Сан-Паулу против «Оэсте», сразу же сумев отметиться забитым мячом. Нападающий отличился во втором тайме, после передачи Паулиньо, подтвердив репутацию игрока, забивающего в дебютных матчах.

### Аренда в «Сан-Паулу» и слухи о возвращении в Европу
29 января 2014 года представитель Пато агент Жилмар Велоз сообщил, что его клиента на правах аренды пытался заполучить туринский «Ювентус», однако «Коринтианс» отклонил предложение.
14 февраля 2014 года Пато переходит в «Сан-Паулу» на правах аренды. В рамках сделки в «Коринтианс» отправился Жадсон.
В течение 2015 года все чаще начали появляться слухи о возможном возвращении Пато в Европу. Заинтересованность в этом подтверждали как сам игрок, так и руководство «Коринтианса». 13 октября спортивный директор бразильской команды Эдуарду Феррейра заявил, что сумма отступных за игрока составляет 25 млн евро. В числе потенциальных покупателей в прессе первоначально фигурировали «Ливерпуль» и дортмундская «Боруссия», затем к этому списку добавился «Челси».
3 января 2016 года появилась информация о том, что «Коринтианс» согласился продать Пато в клуб второго китайского дивизиона «Тяньцзинь Цюаньцзянь». Трансфер выглядел вполне реальным, особенно в свете перспектив стать одним из самых высокооплачиваемых футболистов мира и присоединиться к Вандерлею Люшембурго, а также Жадсону и Луису Фабиано, ранее уже давших «добро» на переезд в Китай. Однако через несколько дней Алешандре ясно дал понять, что его приоритет — карьера, а не деньги.

### Аренда в «Челси»
29 января 2016 года Пато был официально представлен в качестве игрока «Челси». Лондонский клуб заключил с «Коринтиансом» арендное соглашение до конца европейского сезона 2015/16. В «Челси» бразилец играл под 11 номером. 
«Если бы он не хотел играть, я не думаю, что он бы сделал этот шаг и перешёл бы в АПЛ. Он мог бы отнестись ко всему проще и сказать, что жизнь продолжается, но переход в „Челси“ даёт ему преимущество и позволяет опровергнуть все сомнения предыдущих лет. Он мог бы остаться играть в Бразилии, где, при всём уважении к бразильскому чемпионату, уровень другой, не такой, как в Англии. В Бразилии всё спокойнее, больше времени на принятие решений и пространства на поле. Здесь же очень высокие скорости, игры плотнее, меньше времени на восстановление, так что надо уважать то, что Пато решился перейти в аренду. Мы проанализируем его физическую готовность. Все будет зависеть от него, от его организма, сможет ли он быстро набрать форму или нет. Думаю, ему не потребуются долгие недели, чтобы сбросить килограммы. Мы протестируем его, а затем подключим к тренировкам. Мы быстро поймём, когда он сможет принимать участие в матчах». — Гус Хиддинк, главный тренер «Челси».
 2 апреля дебютировал за «Челси», выйдя на замену в матче 32-го тура против «Астон Виллы» (4:0), отметившись дебютным голом с пенальти.

### Переход в «Вильярреал»
26 июля 2016 года «Коринтианс» подтвердил, что Пато подписал 4-летний контракт с испанским «Вильярреалом».

### «Тяньцзинь Цюаньцзянь»
30 января 2017 года Пато был куплен китайским клубом «Тяньцзинь Цюаньцзянь» за 18 млн евро, подписав контракт на 3 года с заработной платой в 6,5 млн евро за сезон. 16 марта 2019 года расторг контракт с клубом.

### Возвращение в «Сан-Паулу»
27 марта 2019 года Пато вновь вернулся в «Сан-Паулу», подписав контракт до конца 2022 года. 19 августа 2020 года контракт игрока с клубом был расторгнут по взаимному согласию сторон.

### «Орландо Сити»
13 февраля 2021 года Пато на правах свободного агента подписал однолетний контракт с клубом MLS «Орландо Сити». В главной лиге США дебютировал 17 апреля в матче стартового тура сезона 2021 против «Атланты Юнайтед». По окончании сезона 2021 Пато и «Орландо Сити» начали переговоры о новом контракте, и 15 января 2022 года игрок заключил с клубом новый однолетний договор. 27 февраля в матче стартового тура сезона 2022 против «Клёб де Фут Монреаль» забил свой первый гол в MLS. В конце сезона 2022 Пато покинул «Орландо Сити» в связи с истечением контракта.

### Новое возвращение в «Сан-Паулу»
26 мая 2023 года Пато в третий раз стал игроком «Сан-Паулу», подписав контракт до конца 2023 года с опцией продления до конца 2024 года.

## Достижения

### Командные
«Интернасьонал»
- Обладатель Рекопы Южной Америки: 2007
- Победитель Клубного чемпионата мира: 2006

«Милан»
- Чемпион Серии A: 2010/11
- Обладатель Суперкубка Италии: 2011

«Коринтианс»
- Чемпион штата Сан-Паулу: 2013
- Обладатель Рекопы Южной Америки: 2013

«Орландо Сити»
- Обладатель Открытого кубка США: 2022

Сборная Бразилии
- Чемпион Южной Америки до 21 года: 2007
- Обладатель Кубка конфедераций: 2009

### Личные
- Лучший молодой футболист года в Италии: 2009
- Обладатель трофея «Golden Boy»: 2009
- Обладатель трофея «Золотая урна»: 2012
- Включён в зал славы клуба «Милан»[35]

## Личная жизнь
7 июля 2009 года женился на бразильской актрисе Стефани Бриту. Церемония прошла в «Копакабана Пэлэс». Спустя чуть менее года они расстались. Следующей пассией Алешандре стала Дебора Лира — «Мисс Бразилия» 2010 года.
В 2018 году встречался с моделью Даниэлой Кнудсон.

## Статистика выступлений

### Клубная статистика
| Выступление          | Выступление      | Выступление      | Лига | Лига | Кубок страны | Кубок страны | Кубок лиги | Кубок лиги | Конт. | Конт. | Прочие | Прочие | Итого | Итого |
| Клуб                 | Лига             | Сезон            | Игры | Голы | Игры         | Голы         | Игры       | Голы       | Игры  | Голы  | Игры   | Голы   | Игры  | Голы  |
| -------------------- | ---------------- | ---------------- | ---- | ---- | ------------ | ------------ | ---------- | ---------- | ----- | ----- | ------ | ------ | ----- | ----- |
| Интернасьонал        | Серия A          | 2006             | 1    | 1    | 0            | 0            | 0          | 0          | 0     | 0     | 2      | 1      | 3     | 2     |
| Интернасьонал        | Серия A          | 2007             | 9    | 5    | 0            | 0            | 0          | 0          | 5     | 2     | 10     | 3      | 24    | 10    |
| Интернасьонал        | Итого            | Итого            | 10   | 6    | 0            | 0            | 0          | 0          | 5     | 2     | 12     | 4      | 27    | 12    |
| Милан                | Серия A          | 2007/08          | 18   | 9    | 0            | 0            | 0          | 0          | 2     | 0     | 0      | 0      | 20    | 9     |
| Милан                | Серия A          | 2008/09          | 36   | 15   | 0            | 0            | 0          | 0          | 6     | 3     | 0      | 0      | 42    | 18    |
| Милан                | Серия A          | 2009/10          | 23   | 12   | 0            | 0            | 0          | 0          | 7     | 2     | 0      | 0      | 30    | 14    |
| Милан                | Серия A          | 2010/11          | 25   | 14   | 3            | 2            | 0          | 0          | 5     | 0     | 0      | 0      | 33    | 16    |
| Милан                | Серия A          | 2011/12          | 11   | 1    | 1            | 1            | 0          | 0          | 5     | 2     | 1      | 0      | 18    | 4     |
| Милан                | Серия A          | 2012/13          | 4    | 0    | 0            | 0            | 0          | 0          | 3     | 2     | 0      | 0      | 7     | 2     |
| Милан                | Итого            | Итого            | 117  | 51   | 4            | 3            | 0          | 0          | 28    | 9     | 1      | 0      | 150   | 63    |
| Коринтианс           | Серия A          | 2013             | 30   | 9    | 4            | 1            | 0          | 0          | 8     | 2     | 15     | 5      | 57    | 17    |
| Коринтианс           | Серия A          | 2014             | 0    | 0    | 0            | 0            | 0          | 0          | 0     | 0     | 5      | 0      | 5     | 0     |
| Коринтианс           | Итого            | Итого            | 30   | 9    | 4            | 1            | 0          | 0          | 8     | 2     | 20     | 5      | 62    | 17    |
| Сан-Паулу            | Серия A          | 2014             | 29   | 9    | 6            | 2            | 0          | 0          | 4     | 1     | 0      | 0      | 39    | 12    |
| Сан-Паулу            | Серия A          | 2015             | 33   | 10   | 6            | 5            | 0          | 0          | 6     | 3     | 14     | 8      | 59    | 26    |
| Сан-Паулу            | Итого            | Итого            | 62   | 19   | 12           | 7            | 0          | 0          | 10    | 4     | 14     | 8      | 98    | 38    |
| Челси                | Премьер-лига     | 2015/16          | 2    | 1    | 0            | 0            | 0          | 0          | 0     | 0     | 0      | 0      | 2     | 1     |
| Челси                | Итого            | Итого            | 2    | 1    | 0            | 0            | 0          | 0          | 0     | 0     | 0      | 0      | 2     | 1     |
| Вильярреал           | Примера          | 2016/17          | 14   | 2    | 3            | 1            | 0          | 0          | 7     | 3     | 0      | 0      | 24    | 6     |
| Вильярреал           | Итого            | Итого            | 14   | 2    | 3            | 1            | 0          | 0          | 7     | 3     | 0      | 0      | 24    | 6     |
| Тяньцзинь Цюаньцзянь | Суперлига        | 2017             | 24   | 15   | 2            | 2            | 0          | 0          | 0     | 0     | 0      | 0      | 26    | 17    |
| Тяньцзинь Цюаньцзянь | Суперлига        | 2018             | 23   | 15   | 0            | 0            | 0          | 0          | 11    | 4     | 0      | 0      | 34    | 19    |
| Тяньцзинь Цюаньцзянь | Итого            | Итого            | 47   | 30   | 2            | 2            | 0          | 0          | 11    | 4     | 0      | 0      | 60    | 36    |
| Сан-Паулу            | Серия A          | 2019             | 20   | 5    | 2            | 0            | 0          | 0          | 0     | 0     | 0      | 0      | 22    | 5     |
| Сан-Паулу            | Серия A          | 2020             | 0    | 0    | 0            | 0            | 0          | 0          | 2     | 1     | 11     | 4      | 13    | 5     |
| Сан-Паулу            | Итого            | Итого            | 20   | 5    | 2            | 0            | 0          | 0          | 2     | 1     | 11     | 4      | 35    | 10    |
| Орландо Сити         | MLS              | 2021             | 4    | 0    | 0            | 0            | 0          | 0          | 0     | 0     | 1      | 0      | 5     | 0     |
| Орландо Сити         | MLS              | 2022             | 22   | 3    | 5            | 1            | 0          | 0          | 0     | 0     | 0      | 0      | 27    | 4     |
| Орландо Сити         | Итого            | Итого            | 26   | 3    | 5            | 1            | 0          | 0          | 0     | 0     | 1      | 0      | 32    | 4     |
| Всего за карьеру     | Всего за карьеру | Всего за карьеру | 328  | 126  | 32           | 15           | 0          | 0          | 71    | 25    | 59     | 21     | 490   | 187   |

1. ↑  Кубок Либертадорес, Южноамериканский кубок, Лига чемпионов УЕФА, Лига Европы УЕФА.
2. ↑  Матчи чемпионатов штата Риу-Гранди-ду-Сул и Сан-Паулу, 3 матча и 2 гола в Рекопе Южной Америки, 2 матча и 1 гол на Клубном чемпионате мира, 1 матч в Суперкубке Италии, 1 матч в плей-офф Кубка MLS.

### Международная статистика
| Сборная          | Сезон            | Товарищеские | Товарищеские | Турниры | Турниры | Всего | Всего |
| Сборная          | Сезон            | Игры         | Голы         | Игры    | Голы    | Игры  | Голы  |
| ---------------- | ---------------- | ------------ | ------------ | ------- | ------- | ----- | ----- |
| Бразилия         | 2008             | 3            | 1            | 1       | 0       | 4     | 1     |
| Бразилия         | 2009             | 1            | 0            | 3       | 0       | 4     | 0     |
| Бразилия         | 2010             | 3            | 3            | 0       | 0       | 3     | 3     |
| Бразилия         | 2011             | 3            | 0            | 4       | 2       | 7     | 2     |
| Бразилия         | 2012             | 4            | 3            | 0       | 0       | 4     | 3     |
| Бразилия         | 2013             | 5            | 1            | 0       | 0       | 5     | 1     |
| Всего за карьеру | Всего за карьеру | 19           | 8            | 8       | 2       | 27    | 10    |

### Матчи и голы за сборную
| Матчи и голы Алешандре Пато за сборную Бразилии | Матчи и голы Алешандре Пато за сборную Бразилии | Матчи и голы Алешандре Пато за сборную Бразилии | Матчи и голы Алешандре Пато за сборную Бразилии | Матчи и голы Алешандре Пато за сборную Бразилии | Матчи и голы Алешандре Пато за сборную Бразилии |
| №                                               | Дата                                            | Оппонент                                        | Счёт                                            | Голы Пато                                       | Соревнование                                    |
| ----------------------------------------------- | ----------------------------------------------- | ----------------------------------------------- | ----------------------------------------------- | ----------------------------------------------- | ----------------------------------------------- |
| 1                                               | 26 марта 2008                                   | Швеция                                          | 1:0                                             | 1                                               | Товарищеский матч                               |
| 2                                               | 31 мая 2008                                     | Канада                                          | 3:2                                             | —                                               | Товарищеский матч                               |
| 3                                               | 6 июня 2008                                     | Венесуэла                                       | 0:2                                             | —                                               | Товарищеский матч                               |
| 4                                               | 15 октября 2008                                 | Колумбия                                        | 0:0                                             | —                                               | Отборочные матчи ЧМ-2010                        |
| 5                                               | 10 февраля 2009                                 | Италия                                          | 2:0                                             | —                                               | Товарищеский матч                               |
| 6                                               | 1 апреля 2009                                   | Перу                                            | 3:0                                             | —                                               | Отборочные матчи ЧМ-2010                        |
| 7                                               | 10 июня 2009                                    | Парагвай                                        | 2:1                                             | —                                               | Отборочные матчи ЧМ-2010                        |
| 8                                               | 15 июня 2009                                    | Египет                                          | 4:3                                             | —                                               | Кубок конфедераций 2009                         |
| 9                                               | 10 августа 2010                                 | США                                             | 2:0                                             | 1                                               | Товарищеский матч                               |
| 10                                              | 7 октября 2010                                  | Иран                                            | 3:0                                             | 1                                               | Товарищеский матч                               |
| 11                                              | 11 октября 2010                                 | Украина                                         | 2:0                                             | 1                                               | Товарищеский матч                               |
| 12                                              | 9 февраля 2011                                  | Франция                                         | 0:1                                             | —                                               | Товарищеский матч                               |
| 13                                              | 3 июля 2011                                     | Венесуэла                                       | 0:0                                             | —                                               | Финальные матчи КА-2011                         |
| 14                                              | 9 июля 2011                                     | Парагвай                                        | 2:2                                             | —                                               | Финальные матчи КА-2011                         |
| 15                                              | 13 июля 2011                                    | Эквадор                                         | 4:2                                             | 2                                               | Финальные матчи КА-2011                         |
| 16                                              | 17 июля 2011                                    | Парагвай                                        | 0:0                                             | —                                               | Финальные матчи КА-2011                         |
| 17                                              | 10 августа 2011                                 | Германия                                        | 2:3                                             | —                                               | Товарищеский матч                               |
| 18                                              | 5 сентября 2011                                 | Гана                                            | 1:0                                             | —                                               | Товарищеский матч                               |
| 19                                              | 30 мая 2012                                     | США                                             | 4:1                                             | 1                                               | Товарищеский матч                               |
| 20                                              | 3 июня 2012                                     | Мексика                                         | 0:2                                             | —                                               | Товарищеский матч                               |
| 21                                              | 9 июня 2012                                     | Аргентина                                       | 3:4                                             | —                                               | Товарищеский матч                               |
| 22                                              | 15 августа 2012                                 | Швеция                                          | 3:0                                             | 2                                               | Товарищеский матч                               |
| 23                                              | 6 апреля 2013                                   | Боливия                                         | 4:0                                             | —                                               | Товарищеский матч                               |
| 24                                              | 24 апреля 2013                                  | Чили                                            | 2:2                                             | —                                               | Товарищеский матч                               |
| 25                                              | 7 сентября 2013                                 | Австралия                                       | 6:0                                             | 1                                               | Товарищеский матч                               |
| 26                                              | 10 сентября 2013                                | Португалия                                      | 3:1                                             | —                                               | Товарищеский матч                               |
| 27                                              | 15 октября 2013                                 | Замбия                                          | 2:0                                             | —                                               | Товарищеский матч                               |

Итого: 27 матчей / 10 голов; 17 побед, 5 ничьих, 5 поражений.